# Atto e potenza
Atto e potenza sono una coppia di termini complementari utilizzati in filosofia da Aristotele per spiegare il perenne divenire dei fenomeni naturali, ed ai quali egli riconduce non solo le leggi dell'ontologia, ma anche dell'etica, della psicologia umana, e della conoscenza stessa.

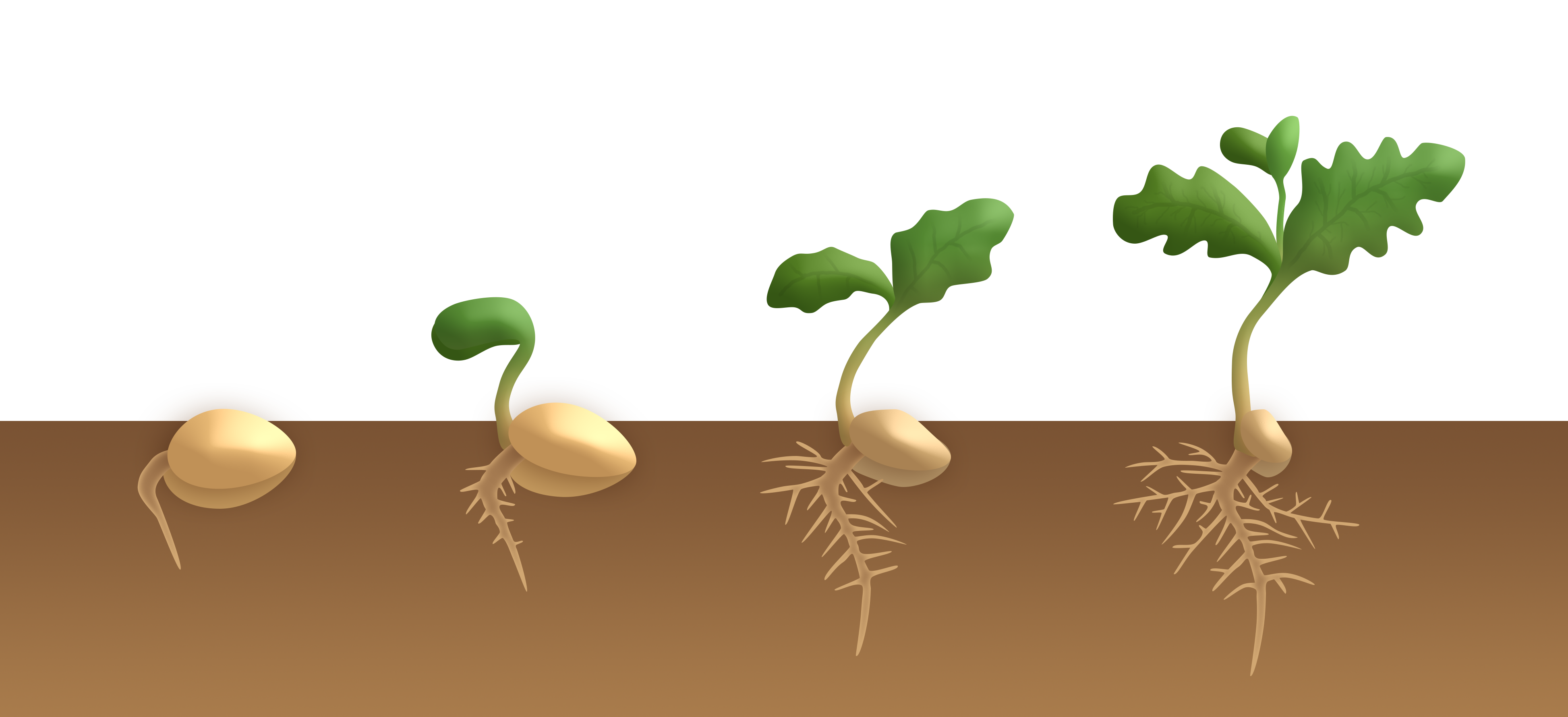
La germinazione di una pianta dal seme, con cui questo passa gradualmente dalla potenza all'atto.

## Storia dei concetti
Aristotele introdusse i concetti di «atto» (nel latino scolastico actus, traduzione del greco ἐνέργεια, energheia) e «potenza» (in greco δύναμις, dynamis), associandoli rispettivamente a quelli di forma e materia, per cercare di risolvere la contraddizione ontologica tra l'Essere statico di Parmenide e il perenne divenire di Eraclito.
Facendo di ogni ente un sinolo, cioè un'unione indissolubile di questi due principi, Aristotele vedeva la materia animata da un suo modo specifico di evolversi, da una possibilità che essa tende a mettere in atto. Ogni mutamento della natura è quindi un passaggio dalla potenza alla realtà, in virtù di un'entelechia, di una ragione interna che struttura e fa evolvere ogni organismo secondo leggi sue proprie, ovvero secondo la sua forma. 

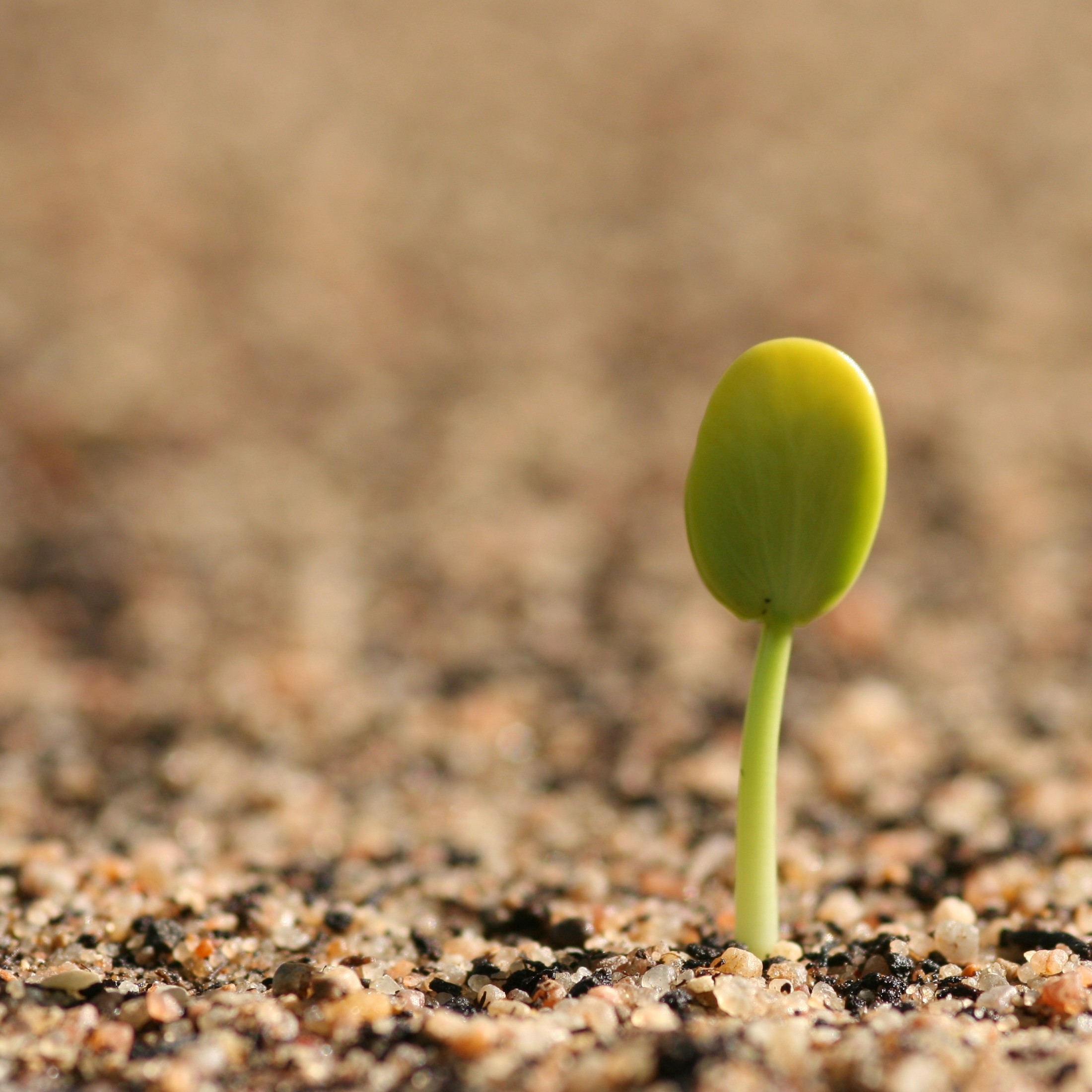
La crescita di una pianta, con cui essa tende a realizzare la propria entelechia.

Ad esempio un seme possiede già dentro di sé la pianta in potenza, senza la quale non potrebbe svilupparsi, mentre la pianta rappresenta viceversa il seme in atto.
Il non-essere in tal modo non si contrappone più rigidamente all'essere, ma vengono conciliati ammettendo un passaggio dal primo come possibile (anteriore al proprio compiersi) verso il secondo come necessario (una volta che si sia compiuto).
Cercando anche di superare il dualismo di Platone tra il mondo delle idee ed i fenomeni sensibili, Aristotele sostenne così l'immanenza dell'universale nella sostanza.
Allo stesso modo si svolge il processo della conoscenza quando l'intelletto umano non si limiti a recepire passivamente le impressioni sensoriali, ma assuma un ruolo attivo che gli consenta di andare oltre le particolarità transitorie degli oggetti e di coglierne l'essenza in atto. Su queste basi Aristotele distinse un intelletto potenziale, che «diventa tutte le cose», da un intelletto attivo che invece «tutte le produce», perché «la sua sostanza è l'atto stesso».
Ad esempio, come è l'udito a dare vita al suono, facendolo passare all'essere, o come la luce rende attuali i colori che sono solo potenzialmente visibili, allo stesso modo ciò che esiste in potenza può passare all'atto solo per il tramite di un pensiero supremo, produttivo, che abbia già in sé tutte le forme.

### La potenza
Per Aristotele l'essere in potenza è inferiore all'essere in atto: il primo è da lui designato come materia, il secondo come forma. 
La potenza può essere tuttavia attiva quando abbia la capacità di produrre da sé un'evoluzione verso la forma, mentre è passiva se si limita a subirla.
In seguito, con l'avvento della filosofia neoplatonica, che verrà inglobata dalla nuova concezione cristiana dell'Essere, la potenza o dynamis subirà un capovolgimento di significato, passando a indicare l'infinita energia spirituale creatrice dell'Uno, nel quale anche l'infinito riceve una connotazione di superiorità rispetto al finito. Secondo il Lloyd si tratterebbe di un concetto di potenza attiva anteriore allo stesso Aristotele e restaurato da Plotino.
La concezione della potenza come potere attivo di sviluppo, anziché pura possibilità logica, permeerà i diversi esponenti della filosofia occidentale che si richiameranno direttamente o indirettamente al neoplatonismo. Ad esempio in Schelling la potenza è uno dei principi del dinamismo della natura, in virtù del quale ogni livello della sua scala evolutiva deriva dalla trasformazione di quello precedente.

### L'atto
L'atto è definibile come l'esistenza dell'oggetto realizzata, perfettamente corrispondente alla sua forma (integritas rei); in senso aristotelico si oppone alla potenza che l'atto precede ontologicamente come sua meta.

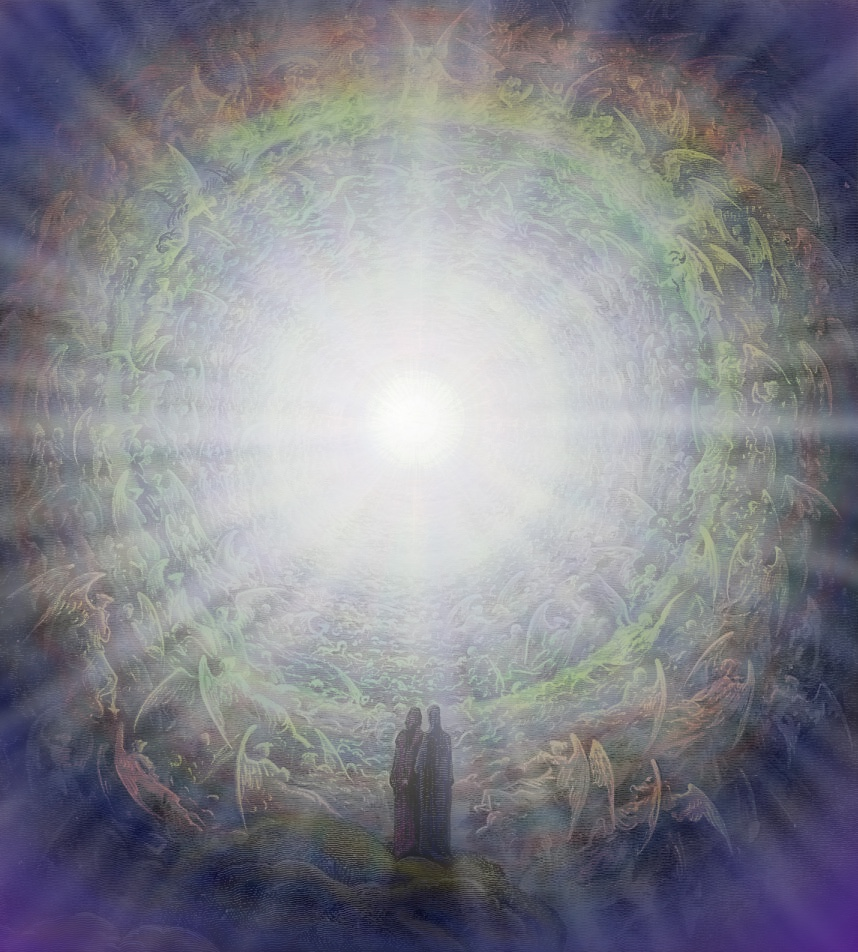
Dante e Beatrice nell'Empireo contemplano l'essere di Dio, primo motore immobile in quanto pienamente realizzato.

Prima che l'atto si realizzi completamente, esso può tuttavia convivere con la potenza, essendo la sua opera di attuazione solo in parte adempiuta.
Così ad esempio la virtù, in ambito etico, viene interpretata analogamente come lo sforzo attraverso il quale si cerchi di adeguare la propria esistenza potenziale all'essenza interiore in atto. Ne consegue l'identificazione di essere e valore: quanto più un ente realizza la propria ragion d'essere, tanto più esso vale.

#### Atto puro
Atto puro è l'atto completamente realizzato, senza più potenza. In Aristotele esso è Dio, il motore immobile, il quale non ha bisogno di realizzarsi ulteriormente, ed è completamente privo di potenzialità e di materia.
La materia, infatti, di per sé esprime solo la possibilità, la potenza, di acquisire una forma in atto nella realtà. E perché il possibile diventi reale, occorre che ci sia già una forma in atto, un essere completamente attuato. Il passaggio dalla potenza (materia) all'atto (forma), che costituisce il divenire, è tale da poterlo concepire teoricamente come senza fine, poiché ogni atto diviene potenza per un atto successivo, ma questo d'altronde può avvenire perché soltanto un essere contenente in sé tutte le forme fa da motore all'evoluzione di un ente in potenza, un essere che abbia realizzato tutte le possibilità materiali, e quindi non avendole dentro di sé sia allora un atto puro.
In seguito, l'espressione venne adottata dall'idealismo, in cui atto puro è l'Assoluto. Anche qui tuttavia si è assistito ad un mutamento di significato per opera del neoplatonismo, per il quale l'atto non è più qualcosa di statico ma di dinamico, in quanto dotato di infinita potenza: esso diventa azione, il farsi dell'Io incondizionato entro i limiti dell'agire etico.
Anche il neoidealismo italiano, riprendendo il concetto, lo attribuisce al pensiero: nell'attualismo di Giovanni Gentile, infatti, atto puro è il «pensiero nel momento stesso che pensa», cioè l'autocoscienza nel momento attuale, presente, in cui si manifesta lo spirito: questo comprende tutto l'esistente, così come la totalità del tempo. In altre parole, non i singoli enti pensati, ma l'atto pensante che sta loro a monte rappresenta l'unica realtà che il filosofo riconosce.

## Dopo Aristotele

### Polibio e Diodoro Siculo
Già nelle opere di Aristotele la distinzione tra energheia e dynamis era declinata in molti modi, ad esempio per descrivere il modo in cui funzionano le metafore esclamative o la felicità umana. Intorno al 150 a.C., Polibio nella sua opera Le Storie impiegò il vocabolo aristotelico energheia sia in un modo fedele all'originale che per descrivere la "chiarezza e vividezza" delle cose. Intorno al 60-30 a.C., Diodoro Siculo adottò il termine in modo molto simile a Polibio, ma anche per denotare qualità uniche degli individui: usò il termine in modi che potrebbero essere tradotti come "vigore" o "energia" (in un senso più moderno; in relazione alla società, come "pratica" o "consuetudine"; rispetto ad una cosa, come "operazione" o "lavoro"; inteso come vigore in azione.

### Platonismo e neoplatonismo
Già in Platone la nozione di potenza e atto si trova implicitamente nella sua presentazione cosmologica del divenire (kinēsis) e delle forze (dynamis), legate all'intelletto ordinatore (Nous), principalmente nel dialogo del Timeo dove viene descritto il Demiurgo e il suo "Ricevente". Tale nozione di potenza e atto fu associata alla Diade platonica delle dottrine non scritte, nonché alla questione dell’essere e del non-essere sin dal tempo dei Presocratici, divisi fra il mobilismo di Eraclito e l’opposto immobilismo di Parmenide.
Il concetto mitologico di Caos primordiale è associato ad una materia prima disordinata, la quale, essendo passiva e piena di potenza, riceverebbe un ordinamento da parte delle forme. Questa dottrina, detta ilemorfismo, è presente nel neoplatonismo, in Plutarco, Plotino, tra i Padri della Chiesa e nella successiva filosofia medievale e rinascimentale come nel Libro del Caos di Raimondo Lullo, fino ad arrivare al Paradiso perduto di John Milton.

### Nel Nuovo Testamento
I concetti di dynamis ed ergon (la radice etimologica di energheia) compaiono di frequente nel testo greco originale del Nuovo Testamento. La parola dynamis è usata 116 volte, mentre la parola ergon 161 volte, di solito con i rispettivi significati di "potere/abilità" e di "atto/opera".

### La potenza secondo Duns Scoto
Il filosofo medievale Duns Scoto distinse tre tipi di potenza:
1. una potenza che include tutto ciò che non è impossibile, a prescindere dalla sua esistenza come ente mentale o ente extramentale. Questa potenza è identica e coestensiva all'essere;
2. una potenza che si contrappone a ciò che è necessità: essa include tutto ciò che esiste che è contingente in quanto creato da Dio a partire dal nulla (ex nihilo). In altre parole, poiché tutto ciò che esiste avrebbe potuto essere altrimenti e in particolare non esserci, l'esistente appartiene al mondo del possibile, laddove solo Dio è necessario.
3. una potenza che si contrappone all'atto. Nel pensiero non vi è differenza fra il pensiero di una cosa in potenza e il pensiero del suo atto: la privazione di essere è riconosciuta dalla mente, ma non è generata da essa.

Quest'ultimo tipo di potenza si suddivide fra potentia objectiva (di ciò che ancora non è venuto ad essere) e in potentia subjectiva (gli accidenti che possono impattare qualcosa di già preesistente).
Scoto supera la distinzione aristotelica fra potenze razionali e potenze irrazionali. Nel suo sistema filosofico, l'unica potenza razionale non è l'intelletto (Nous), bensì la volontà di Dio che è anche principio di cambiamento metafisico.
Aristotele aveva invece confinato il principio di cambiamento al solo movimento dei corpi fisici, escludendo il divenire dall'ambito metafisico.

### San Gregorio Palamas
Nel cristianesimo ortodosso orientale, san Gregorio Palamas scrisse a proposito delle molteplici "energie" (atto; al singolare energheia in greco e actus in latino) di Dio in contrasto con l’essenza (in greco: ousìa). Egli distinse le potenze di Dio dalla Sua essenza: la prima è il tipo di esistenza che le persone possono percepire, mentre l'essenza di Dio è al di là dell'essere e del non-essere e della comprensione umana, è incausata, increata e trascendente.
Dopo il 1351, il pensiero di Palamas fu integrato nella dogmatica della Chiesa ortodossa. La dottrina delle energheiai fu alla base della sua difesa della pratica ascetica dell’esicasmo.

### Potenza e atto secondo Tommaso d'Aquino
San Tommaso d'Aquino e la Chiesa latina rifiutarono l'esistenza di un principio al di là dell'essere e del non-essere, simile all'Uno plotiniano. La teologia cattolica rifiutò l'idea di un'essenza di Dio distinta dalla Sua esistenza, pur affermando con san Paolo la loro distinzione sul piano della conoscenza umana, vale a dire che le perfezioni invisibili di Dio si conoscono mediante le Sue opere visibili. Tommaso riprese il concetto aristotelico di entelechia, definendo Dio come Atto puro, privo di qualsiasi potenza.
San Tommaso d'Aquino sviluppò una teologia dell'atto e della potenza, secondo cui l'uomo può cogliere l'esistenza di Dio come atto puro a partire dalle cose visibili, sebbene sia impossibile per un essere umano cogliere ciò che Dio è in se stesso:
1. Potenza e atto dividono l'essere in modo tale che tutto ciò che è o è atto puro o è necessariamente composto di potenza e atto, e opera secondo principi primi e intrinseci.
2. L'atto, in quanto è perfezione, è limitato solo dalla potenza, la quale è capacità di perfezione. Di conseguenza, l'atto puro non può che essere illimitato e unico; laddove, invece, esso è finito e molteplice, entra nella composizione reale degli enti insieme alla potenza.
3. Ecco perché nella ragione assoluta dell'essere stesso, solo Dio sussiste, unico Essere interamente semplice e non composto da parti; tutte le altre cose che partecipano dell'Essere hanno una natura che limita l'essere, e sono costituite dall'essenza e dall'esistenza, come principi realmente distinti. Essenza ed esistenza si identificano soltanto in Dio.

San Tommaso aggiunge un terzo caso di composizione fra potenza e atto: non solo materia e forma, o sostanza/accidente, ma anche essenza/esistenza. Quest'ultima è l'unica composizione esistente negli angeli, che, in quanto composti di potenza e atto, sono finiti e soggetti al divenire.

### Influenza sulla logica modale
La nozione di possibilità fu analizzata notevolmente dai filosofi medievali e moderni. Alcuni autori considerano l'opera di Aristotele nell’ambito della logica come un'anticipazione della logica modale e del suo trattamento della potenza e del tempo. In effetti, molte interpretazioni filosofiche della possibilità sono legate a un famoso passaggio del trattato Sull'interpretazione circa la verità dell'affermazione: “Domani ci sarà una battaglia navale”.
La filosofia contemporanea considera la possibilità, come studiata dalla metafisica modale, quale un aspetto della logica modale. Quest'ultima è in larga misura debitrice all'opera di vari filosofi della Scolastica, come Guglielmo di Ockham e Giovanni Duns Scoto, i quali utilizzarono la logica modale soprattutto per analizzare affermazioni sull'essenza e sull'accidente.

### Secondo Leibniz
Leibniz derivò la definizione di energia cinetica nella fisica moderna come prodotto della massa per il quadrato della velocità, correggendo Cartesio, che a sua volta si era ispirato a Galilei e alle sue ricerche sulla caduta dei corpi. Leibniz preferì chiamarla entelecheia o in latino vis viva ("forza vitale") e la interpretò come una modifica della nozione aristotelica di energheia, intesa come potenziale di movimento di tutte le cose. Se Aristotele riteneva che ogni tipo di ente fisico possedesse una propria specifica tendenza a muoversi o a mutare in un certo modo, Leibniz era invece convinto che questa energia potesse trasferirsi da un corpo ad un altro in modo tale da conservarsi. In altre parole, la moderna entelechia o energia di Leibniz obbedisce ad una propria legge unificante, laddove le singole specie divengono prive di una legge energetica propria. A proposito, Leibniz scrisse:
(Lebniz, 1890)
Leibniz introdusse la distinzione fra statica e dinamica, riconducendo alla seconda lo studio dell'entelecheia. L’enfasi posta sul termine greco dynamis (nel nome della "dinamica") deriva dalla scoperta dell’energia potenziale come forma di energia non più attiva (che tende a trasformarsi in atto), bensì quale forma di energia passiva che tende invece semplicemente ad autoconservarsi. La dinamica "come scienza della potenza e dell'atto" nacque quando Leibniz "propose un'architettura adeguata di leggi per moti vincolati e non vincolati".
Come per Aristotele, anche per Lebniz, le entelecheia sono non soltanto leggi fisiche, ma anche metafisiche, utili per la comprensione della vita e dell'anima.
Nella filosofia di Leibniz, sono entelechia "tutte le sostanze semplici o monadi create" in quanto queste ultime sono la fonte delle proprie azioni interne e sono sufficienti a se stesse (Monadologia 18). L'anima è un tipo di entelecheia (o monade vivente) caratterizzato da percezioni e da memoria specifiche.

### Secondo Wilhelm von Humboldt
Rifacendosi ad Aristotele, Wilhelm von Humboldt (1767-1835) intese anche il linguaggio come energheia, cioè come una forza effettiva invece che come un sistema statico.

### Driesch e Carnap
Hans Driesch (1867-1941) teorizzò che l'entelechia fosse una forza vitale degli esseri viventi, più idonea del semplice meccanicismo a spiegare i fenomeni naturali. Driesch sostenne che molti dei problemi di base della biologia non potessero essere risolti da una filosofia in cui l'organismo è visto semplicemente come una macchina.
Egli illustrò la propria teoria del vitalismo biologico con le ricerche sui ricci di mare. Quando Carnap definì la teoria come non verificabile mediante l'osservazione diretta, Driesch rispose che nemmeno il campo magnetico è osservabile in natura e cionondimeno è largamente utilizzato in fisica.
Allora, Carnap ribatté:
- se la forza magnetica non era osservabile, era almeno misurabile, il che non è il caso della forza vitale o dell'entelechia;
- la nozione di forza magnetica fece avanzare la scienza, mentre la nozione di entelechia la bloccava ponendola di fronte all'inconoscibile.

Da allora, il vitalismo e i suoi concetti come l'entelechia furono liquidati come privi di valore per la pratica scientifica dalla stragrande maggioranza dei biologi professionisti.
Tuttavia, gli aspetti filosofici e le applicazioni del concetto di entelechia furono esplorati sia da filosofi della scienza che da scienziati con inclinazioni filosofiche. Un esempio fu quello del critico e filosofo americano Kenneth Burke (1897-1993). Il più importante fu forse il fisico quantistico tedesco Werner Heisenberg il quale esaminò le nozioni di potenza e atto per comprendere meglio la relazione della teoria quantistica con il mondo.
Il professor Denis Noble sostiene che così come la causalità teleologica è necessaria per le scienze sociali, anche nella biologia dovrebbe essere ripristinata una specifica causalità teleologica, che esprima uno scopo funzionale, che è già implicito nel neodarwinismo (descritta nel volume Il gene egoista). L'analisi teleologica risulta conservativa nelle ipotesi quando il livello di analisi è consono alla complessità del "livello" di sintesi richiesto (es. corpo intero o organo piuttosto che meccanismo cellulare).

### Influenza nella filosofia della storia
Gli scritti di Immanuel Kant sulla filosofia della storia costituiscono solo una piccola parte della sua vasta produzione. Tuttavia, il suo impatto sarà importante, soprattutto per la sua influenza sulle filosofie della storia di pensatori successivi di grande importanza come Marx e Hegel. Il contributo decisivo di Kant alla filosofia della storia è la sua Idea per una storia universale in chiave cosmopolita (Idee zu einer allgemeinen Geschichte in weltbürgerlicher Absicht) del 1784.
La concezione storica di Kant si ispira all'idea aristotelica della physis, vale a dire sulla concezione di una natura delle cose, un'essenza che si dispiega e che contiene in sé sia la necessità che le leggi fondamentali del proprio sviluppo successivo. Si tratta dell'idea di una potenza (potentia) che attraverso il proprio naturale processo di sviluppo (physis) diventa realtà o atto (actus). In questo modo, si raggiunge l'entelechia, la fine dello sviluppo che coincide con la realizzazione del suo fine iniziale. Kant trasformerà questa idea nella base di una visione progressiva della storia del tutto estranea al pensiero greco classico.
Secondo Kant, una legge immanente del progresso, dettata dalla necessità della natura di raggiungere i propri fini, governa la storia apparentemente assurda e capricciosa della specie umana, elevandola successivamente «dal livello più basso dell'animalità al livello più alto dell'umanità». Compito del filosofo è, appunto, «scoprire in quell'assurdo corso delle cose umane un'intenzione della Natura, dalla quale è possibile una storia delle creature tale che, senza comportarsi secondo un disegno [di ognuna di esse], sia possibile comportarsi secondo un certo disegno della Natura».
Secondo Kant, la specie umana condivide il destino teleologico o determinato dal fine che Aristotele vedeva come legge di sviluppo di tutto ciò che è naturale: «Tutte le disposizioni naturali di una creatura sono destinate a svilupparsi qualche volta completamente e secondo un fine […] Nell'uomo quelle disposizioni naturali, che tendono all'uso della ragione, devono svilupparsi pienamente nella specie, ma non nell'individuo». Questa è la forza che agisce dietro le quinte per dispiegare tutte le potenzialità umane, di cui gli individui e i popoli non sono altro che i suoi strumenti inconsci: «Gli uomini sia come individui che come popoli immaginano scarsamente che, mentre ciascuno persegue la propria intenzione secondo la propria opinione e spesso contro gli altri, egli sta seguendo inconsapevolmente l'intenzione della Natura come filo conduttore [delle proprie azoni], intenzione che rimane ad essi sconosciuta, mentre operano per essa».

### Sviluppi recenti
La teoria degli atti e delle potenze fu ulteriormente sviluppata nel neotomismo. Ulteriori sviluppi della nozione di atto furono l’attualismo e la psicologia dell'atto.